# Liste der Kulturdenkmäler in Bilkheim
In der Liste der Kulturdenkmäler in Bilkheim sind alle Kulturdenkmäler der rheinland-pfälzischen Ortsgemeinde Bilkheim aufgeführt. Grundlage ist die Denkmalliste des Landes Rheinland-Pfalz (Stand: 21. Dezember 2021).

## Einzeldenkmäler
| Bezeichnung      | Lage                                 | Baujahr                            | Beschreibung | Bild                           |
| ---------------- | ------------------------------------ | ---------------------------------- | --- | ------------------------------ |
| Wohnhaus         | Am Fockensteinchen 1 Lage            | 17. oder 18. Jahrhundert           | Fachwerkhaus, verkleidet, wohl aus dem 17. oder 18. Jahrhundert                                                                  | Fotos hochladen                |
| Backhaus         | Am Fockensteinchen 2 Lage            | 1788                               | Backhaus; eingeschossiger Fachwerkbau, teilweise massiv, angeblich von 1788                                                      | weitere Bilder Fotos hochladen |
| Wegekreuz        | Am Fockensteinchen, bei Nr. 2 Lage   | 1888                               | Kruzifix, bezeichnet 1888 | weitere Bilder Fotos hochladen |
| Schulhaus        | Hauptstraße 4 Lage                   | 1901                               | ehemalige Schule; Backstein-Typenbau, 1901, mit Ausstattung; zugehörig Fachwerkschuppen, gusseiserne Schwengelpumpe und Zisterne | weitere Bilder Fotos hochladen |
| Wohnhaus         | Hauptstraße 20 Lage                  | 17. oder 18. Jahrhundert           | Fachwerkhaus, verputzt und verkleidet, wohl aus dem 17. oder 18. Jahrhundert                                                     | Fotos hochladen                |
| Wohnhaus         | Hauptstraße 23 Lage                  | 17. oder 18. Jahrhundert           | Fachwerkhaus, wohl aus dem 17. oder 18. Jahrhundert                                                                              | Fotos hochladen                |
| Wohnhaus         | St.-Barbarastraße 5 Lage             | 1684                               | heute Museum; Hälfte eines geteilten Wohnhauses; Fachwerkbau, teilweise massiv, 1684                                             | weitere Bilder Fotos hochladen |
| Wegekapelle      | nördlich des Ortes an der K 96 Lage  | zweite Hälfte des 18. Jahrhunderts | Massivbau mit Fachwerkgiebel, wohl aus der zweiten Hälfte des 18. Jahrhunderts                                                   | weitere Bilder Fotos hochladen |
| Heiligenhäuschen | nördlich des Ortes an der L 316 Lage | 19. Jahrhundert                    | Heiligenhäuschen; Mauerblock mit spitzgiebliger Nische, 19. Jahrhundert                                                          | weitere Bilder Fotos hochladen |
| Hofgut Neuroth   | nordöstlich des Ortes Lage           | 1664                               | Wasserschlösschen auf nahezu quadratischem Grundriss, turmartig erhöht, Mansarddächer, bezeichnet 1664                           | weitere Bilder Fotos hochladen |